# По Речке Купта
По Речке Купта (мар. Катыршан почиҥга) — деревня в Мари-Турекском районе Республики Марий Эл. Входит в состав городского поселения Мари-Турек.

## География
Находится в восточной части республики Марий Эл на расстоянии приблизительно 8 км по прямой на восток-северо-восток от районного центра посёлка Мари-Турек.

## История
Известна с 1811 году как починок, когда здесь было 4 двора, в 1834 году — 4 двора, 24 человека, в 1859 году — 3 двора, 25 человек, в 1895 году — 9 дворов. Основана жителями деревни Тат-Китня. В 1905 году в починке проживало 73 человека, было 11 дворов. В 1923 году в нём стало уже 18 дворов, в которых проживали 93 человека, в 1959 году в деревне проживал 61 человек, в 1970 году — 33, в 1979 году — 19 человек. В 2000 году здесь было 3 дома. В советское время работали колхозы «Ядро» и «Трактор».

## Население
Население составляло 2 человека (татары 100 %) в 2002 году, 1 в 2010.